# Anakondas
Die Anakondas (Eunectes) sind eine Schlangengattung aus der Familie der Boas. Sie sind ovovivipar und leben in weiten Teilen Südamerikas.

## Systematik
Die Gattung umfasst heute fünf Arten:
- Nördliche Grüne Anakonda (Eunectes akayima Rivas et al., 2024)
- Südliche Grüne Anakonda (Eunectes murinus (Linnaeus, 1758))

- Gelbe Anakonda (Eunectes notaeus Cope, 1862)
- Beni-Anakonda (Eunectes beniensis Dirksen, 2002)
- De Schauensees Anakonda (Eunectes deschauenseei Dunn & Conant, 1936)

Die Nördliche Grüne Anakonda wurde erst im Februar 2024 als eigenständige Art erkannt, nachdem sich beim Vergleich der mitochondrialen DNA der Grünen Anakondas herausstellte, dass die nördlich und südlich des Amazonas lebenden Grünen Anakondas einen genetischen Unterschied von 5,5 % aufweisen (im Vergleich liegt der Unterschied zwischen Menschen und Schimpansen bei lediglich 2 %). Beide Arten haben sich vor rund 10 Millionen Jahren getrennt. Außerdem wird vorgeschlagen, alle „Gelben Anakondas“ (E. beniensis, E. deschauenseei, E. notaeus) zu einer einzigen Art (Eunectes notaeus) zu vereinen, da ihr genetischer Unterschied lediglich 0,7 bis 2,7 % beträgt und zu wenig über die Verbreitung der drei Arten bekannt ist, um eine Teilung in drei Arten zu rechtfertigen. Grüne und Gelbe Anakondas trennten sich vor etwa 23 Millionen Jahren zur Zeit des Übergangs vom Oligozän zum Miozän voneinander. Die Schwestergattung der Anakondas sind die Schlankboas (Epicrates). Beide Gattungen trennten sich schon vor 46 bis 35 Millionen Jahren.

## Lebensweise
Anakondas leben semiaquatisch, d. h., sie sind zumeist in Sumpflandschaften oder Bach- und Flussläufen zu finden. In Brasilien sind sie über das ganze Land verbreitet, wo sie bis in Großstadtnähe (z. B. São Paulo) vorkommen. Ihre Beute besteht aus Nagetieren, Vögeln, kleineren Schildkröten, Wasserschweinen sowie Kaimanen bis zu mittlerer Größe. Ebenfalls einen großen Anteil ihrer Ernährung machen Fische bis hin zu gepanzerten Welsen aus.